# Eddy Curry
Eddy Anthony Curry Jr. (* 5. Dezember 1982 in Harvey, Illinois) ist ein ehemaliger US-amerikanischer Basketballspieler, der im Verlauf seiner Karriere unter anderem bei den Chicago Bulls, New York Knicks und Miami Heat unter Vertrag stand.

## Karriere
Curry wurde 2001 im NBA-Draft an vierter Stelle von den Chicago Bulls ausgewählt. Von den vier ersten Draft-Picks kamen damit im Jahr 2001 mit Curry neben Kwame Brown und Tyson Chandler drei Spieler direkt von der Highschool. Curry spielte ab der Saison 2001/02 in der NBA für jene Bulls. Er wurde zu Beginn seiner Karriere mit Superstar Shaquille O’Neal verglichen, konnte dieser Erwartungshaltung jedoch nicht gerecht werden.
Im Laufe seiner Karriere hatte Curry bereits mit vielen Verletzungen und sogar leichten Herzproblemen zu kämpfen, was ihn immer wieder zurückwarf. Seine einzige Playoffteilnahme verbuchte er in der NBA-Saison 2004/05 mit den Bulls. Im darauf folgenden Sommer wurde Curry zusammen mit Antonio Davis für den Stammspieler Tim Thomas und Mike Sweetney von den Bulls zu den Knicks transferiert. In der NBA-Saison 06/07 hatte er sein stärkstes Jahr, als er 19,5 Punkte und 7,0 Rebounds pro Spiel erzielen konnte. In den darauf folgenden Jahren konnte er aufgrund von Verletzungen nicht mehr an diese Statistiken anknüpfen.
Während der NBA-Saison 2010/11 wurde er nach Minnesota zu den Timberwolves transferiert und nach ein paar Tagen entlassen.
Im Dezember 2011 unterschrieb Curry einen Vertrag bei den Miami Heat. Für sein Comeback nahm Curry bis zu 30 kg an Gewicht ab. Mit den Heat gewann Curry die NBA-Meisterschaft 2012.
Zur NBA-Saison 2012/2013 erhielt der Center keinen neuen Vertrag mehr von den Heat und spielte während der Saisonvorbereitung 2012/13 für die San Antonio Spurs. Bei den Spurs erhielt er jedoch im Oktober keinen endgültigen Vertrag für die Saison und verließ das Team wieder. Kurz darauf wurde er von den Dallas Mavericks verpflichtet, verlor jedoch aufgrund der Nachverpflichtung von Troy Murphy nach lediglich zwei Spielen wieder seinen Platz im Mavericks-Kader.
Im Dezember 2012 unterschrieb er in China bei den Zhejiang Golden Bulls. Er absolvierte 29 Spiele und erzielte dabei 23,0 Punkte und 10,1 Rebounds pro Spiel.